# 鄧賢
鄧 賢（とう けん、生没年不詳）は、中国の後漢・三国時代の武将。
『三国志』では蜀書先主伝、及び魏書明帝紀注の『魏略』に記述される。両者は別人の可能性もあるが、本頁では便宜的に同一人物として扱う。

## 事績
蜀書先主伝では、劉璋配下の将として記述される。建安18年（213年）、劉璋と関係の悪化した劉備を涪の地で迎撃したが、敗北し、綿竹へと後退した（劉備の入蜀）。
明帝紀注『魏略』では、魏の新城太守・孟達の甥として記述される。孟達は蜀漢への内通を画策していたが、司馬懿に察知され、新城を包囲される。太和2年（228年）正月、鄧賢及び同僚の李輔が司馬懿の説得に応じ、城門を開いて降伏。孟達の乱は鎮圧された。

## 三国志演義
羅貫中の小説『三国志演義』ではまず第60回にて、劉璋配下の将として登場。劉璋は張魯への対策として劉備を迎え入れたが、劉備には用心するよう、張任らと共に忠告する。第61回では劉璋と劉備の間で宴席が設けられるが、この時、劉備配下の龐統は魏延に剣舞を演じ、隙を見て劉璋を暗殺するよう命じる。劉璋側の諸将はこの陰謀を察し、劉璋を守るため、鄧賢もまた張任らと共に剣舞を演じた。
第62回に入ると劉備の叛意が明らかとなり、鄧賢は劉備迎撃のために出陣。冷苞と共に、雒城を支えるための砦を築く。砦には魏延が襲撃をかけるが、冷苞がこれを返り討ちにし、鄧賢は敗走する魏延の前に立ちはだかる。落馬した魏延にとどめを刺さんと迫るが、そこに黄忠が加勢。鄧賢は矢で射られた後に、討ち取られる。
前述通り、「劉璋配下の鄧賢」は第62回で戦死するが、その後に「孟達の甥の鄧賢」も登場。すなわち本作で両者は別人として扱われている。第94回にて、おじの孟達は蜀漢への内通を画策していたが、鄧賢と李輔はこれを司馬懿に密告。孟達らの守る新城は司馬懿によって包囲される。彼らに与していた申耽・申儀兄弟が救援に現れると、孟達は出迎えのために出撃。しかし申兄弟の協力も偽りで、怒鳴りつけられた孟達は帰城を図るが、その間に鄧賢・李輔は城を占拠。孟達を追い返した後、司馬懿に城を明け渡した。